# ジョン・バルデッサリ

ジョン・バルデッサリ

ジョン・バルデッサリ（John Anthony Baldessari, 1931年6月17日 - 2020年1月2日 ）は、アメリカのコンセプチュアルアーティスト。ファウンド・フォトとアプロプリエーション（en:appropriation (art)）イメージを使用した作品で知られる。サンタモニカおよびヴェニス (カリフォルニア州)在住。
1960年代中期にはテキストと写真をキャンバスに取り入れる。1970年には版画、フィルム、映像、インスタレーション、彫刻、そして写真作品の制作を開始する。 彼はその多数の作品において、イメージが持つ物語性と、アートとしての作品の境界に含まれる言語の力を時に組み合わせ、提示してきた。アメリカおよびヨーロッパにおいて200回以上の個展を開催。 シンディ・シャーマン、デビッド・サーレ（en:David Salle）、バーバラ・クルーガー（en:Barbara Kruger）を初めとする多くの作家に影響を与えた。

## 経歴
アメリカカリフォルニア州ナショナルシティ出身。1953年サンディエゴ州立大学卒業。  1954-55年にかけてカリフォルニア大学バークレー校、カリフォルニア大学ロサンゼルス校で学んだ後、1957年 サンディエゴ州立大学にてMA取得。
1959年よりサンディエゴの教育機関で美術を教え始める。バルデッサリはおよそ30年にわたってスクール、ジュニアカレッジ、コミュニティ・カレッジまたは大学レベルにおける教育に携わってきた。1968年カリフォルニア大学サンディエゴ校、1970年にはサンタモニカに移りカリフォルニア芸術大学（CalArts）にて教鞭をとる。初期の生徒には デビッド・サーレ（en:David Salle）、ジャック・ゴールドスタイン（en:Jack Goldstein）、マイク・ケリー、トニー・ウースラー（en:Tony Oursler）、ジェームス・ウェリング（en:James Welling）、バーバラ・ブルーム（en:Barbara Bloom）、マット・マリカン（en:Matt Mullican）、トロイ・ブラウンタッチ（en:Troy Brauntuch）などがいる。 1986年には カリフォルニア大学ロサンゼルス校に移り、2008年まで教鞭をとる。

## 作品

### 初期のテキストペインティング
初期は画家としてキャリアをスタートさせる。1966年頃、バルデッサリはキャンバスに写真とテキスト、または単にテキストのみを取り入れはじめる。 初期の代表的な作品群は、何もないキャンバスにコンテンポラリー・アート・セオリーに由来する宣言文を描いたものである。 Suppose it is true after all? WHAT THEN? (1967)では、バルデッサリの初期の試みとして手描きの文章が厚塗りで描かれているが、 A TWO-DIMENSIONAL SURFACE WITHOUT ANY ARTICULATION IS A DEAD EXPERIENCE (1967) 以降の作品では主に黒のフォントが採用されている。
Painting for Kubler (1967–68)は前述の作品におけるコンテキスト（文脈）の重要性と連続性を提示し、鑑賞者に対し作品の鑑賞方法を理論的に指示している。この作品は美術史家ジョージ・クブラー（en:George Kubler）の著書『時のかたち ものの歴史についての覚え書き』からのリファレンス（引用）である。

### 初期作品との決別
1970年、バルデッサリは仲間と共に1953年から1966年までに制作した全ての絵画を燃やしThe Cremation Project (1970)という新たな作品にした。絵画の灰の一部はクッキー生地に混ぜて焼かれ、一部は本を模した骨壺に収められ、燃やされた絵画の誕生月と死亡月が刻まれたブロンズ製のプレートと、クッキーの作り方を記したレシピとともにインスタレーションとして展示された。この火葬の儀式を通じ、バルデッサリは芸術行為と人間のライフサイクルとの関連性を提示した。

### テキストとイメージの並列
バルデッサリの最も知られた作品群は写真素材（映画のスチル写真など）の混合作品である。写真を元の文脈から取り出し、しばしば言葉や文章が追加され新たな形態に落とし込まれる。 Wrong (1966-1968)シリーズはアマチュア用の写真教本からスナップ写真における基本のルールについて記された作例写真（失敗例）とテキストの一文を組み合わせている。  その中の一点では彼自身がヤシの木の前に立った写真で、頭から木が生えたように見える。 California Map Project (1969)では地図上に記載された「California」の各アルファベットにそれぞれ地理的に近い場所で、各文字に似た形状の被写体を撮影している。
Cigar Smoke to Match Clouds That are the Same (By Sight - Side View) (1972-73)では、作家が煙草を吸っているイメージに「but a cigar is a good smoke」という文章を並べている。これらはルネ・マグリットの『イメージの裏切り』(1929)（en:The Treachery of Images）からの引用であり、マグリットの作品と同じく、イメージが対象物それ自体を表示する目的のみに使われている。またジークムント・フロイトの有名な言葉「Sometimes a cigar is just a ciger（葉巻はただの葉巻にすぎないこともある）」 、またはラドヤード・キップリングの「… a woman is only a woman, but a good cigar is a smoke.（女は女でしかない。しかし、よいシガーは煙である。）」の引用でもある。
Double Bill (2012)は大判インクジェットプリントによるシリーズ。この作品においてバルデッサリは二人のアーティストを選び（ジョヴァンニ・ディ・パオロとデイヴィッド・ホックニー、あるいはフェルナン・レジェとマックス・エルンスト）、一枚のキャンバス上で組み合わせ、手描きの要素を重ね合わせることにより既存の絵画に変化を加えている。その上で、「…AND MANET」「…AND DUCHAMP」のように、コラボレーションされた二人の作家のうち一人の名前だけをキャンバスの下部に記している。 

### 偶然のゲーム
バルデッサリは自身の言語への興味はゲームの構造と似ている点にあると述べている、それはルールシステムによる偶然と強制である。この精神における多くの作品は偶然なゴールの達成を試みたシークエンスとなっている。例えば Throwing Three Balls in the Air to Get a Straight Line (1973)では、空に向かって投げた3つのボールが一直線になるように写真を撮ったもので、最終的に「best ouf of 36 tries（36回のトライのうちのベスト）」をセレクトしている。この36という数字は標準的な35mmロールフィルムの枚数によるものであり、作家がただ結果を写真にする事のみを試みている。作家のeldritch Priestは同じく空に投げた4つのボールが四角形になるように写真に撮った Throwing four balls in the air to get a square (best of 36 tries) (1972-73)をポストコンセプチュアル・アート（en:Post-conceptual art）の初期の例であると述べている。 この作品は最初にバルデッサリの作品を評価した一人であるイタリアの若い出版者 Giampaolo Prearoにより1973年に出版された。

### ポインティング（指示）
彼の多くの作品には指示性がある。これにより彼は観客に何を見ているのかではなく、どのように選択と比較を作るのかを提示し、しばしば単純にそのためだけの目的によって作られる。 Commissioned Paintings (1969)シリーズではこのポインティングというアイデアを文字通りに用いた。これは彼が読んだコンセプチュアル・アートにおける批評文の中にあった、コンセプチュアル・アートは何かを指し示したもの以上のものではない、という文章によるものである。様々な物体を指差した写真を撮り始め、その後、卓越した技術を持ったアマチュア画家達に描いてもらうという手法を用いた。出来上がった絵画にバルデッサリは「A painting by（作家名）」というキャプションを付け加えた。この例において彼は振付師のように、自らの手で直接制作することなく芸術行為を監督している。アマチュア画家達はサインペインター（看板描き）に例えられ、芸術の著作者についての問題提起であるとも読み取れる。

### 版画
バルデッサリは1970年代初期から今日までプリントエディション（版画）の作品を制作している。最初のリトグラフ作品 I Will Not Make Any More Boring Art (1971)はノバスコシア美術デザイン大学の資金調達のために制作された。このリトグラフはバルデッサリの指示により、ギャラリーの壁に生徒に「I will not make any more boring art（私はもう二度と退屈なアートを作らない）」という文章をエンドレスに書かせた有名な展示に関連して制作された。彼はジェミナイ（en:Gemini G.E.L.）、 Arion Press 、Brook Alexander EditionsCirrus Editions、Crown Point Press、Edition Jacob Samuel、Mixografia、Multiples、Peter Blum Editionsといった版元（パブリッシャー）を通じエディション付き版画の制作を行っている。 The Fallen Easel (1988)、Object (with Flaw) (1988)においては、ファウンドイメージ同士の関係性をより複雑に提示するアプローチへとシフトしている。この二つの作品においてバルデッサリは互いに関係のない写真を巧みに組み合わせ、その対比によってその奥底に流れるミステリアスさ、時に不吉さを提示している。1990年代には版元の一つであるMixografiaでワークショップを始め、鋳型を用いた独自の版画プロセスにより三次元版画を制作した。このような次元に対する興味はGeminiによる近年のエディションにおいても発揮され、 Person with Guitar (2005)シリーズや、 Noses & Ears, Etc. (2006-2007)は塩ビ発砲ボードに手描きを含む三枚のレイヤーを重ねて作られた版画シリーズである。 God Nose (2007)はアルミダイカストにプリントされ、天井に設置するように作られている。またバルデッサリは2008年にGeminiから150冊限定で出版された版画セット「Artist for Obama」にも参加している。

### パフォーマンスと映像作品
Unrealised Proposal for Cadavre Pieceはアンドレア・マンテーニャの『死せるキリスト』に似せ、空調調節がされた展示棚の中に観客側に足の裏を向けて横たわる男性の死体を設置し、覗き穴から観客が中を見られるようにしようとした1970年の構想である。 サーペンタイン・ギャラリー共同ディレクターのハンス＝ウルリッヒ・オブリストとMoMA PS1（en:MoMA PS1）キュレーターのクラウス・ビーゼンバッハ（en:Klaus Biesenbach）は2011年に初めてバルデッサリのこのアイデアを実現しようと試みたが失敗に終わり、マンチェスター・インターナショナル・フェスティバルでの展示 "11 Rooms"においては男性の死体の入手を試みた経緯についての書類が展示された。 
Police Drawing (1971)は Police Drawing Projectというパフォーマンスのドキュメントフィルムである。この作品においてバルデッサリは、彼の事を見た事がない生徒のクラスに行き、ビデオカメラを設置して教室を去った。その後似顔絵捜査官が教室が入り、生徒の証言によってバルデッサリの容姿のスケッチを描いた。
I Am Making Art (1971)ではカメラに向かって立ち、約20分にわたり思いついた様々なポーズをとり、新しいポーズをとるたびに「I am making art.（私はアートを作っている）」と述べている。 1972年にはソル・ルウィットに敬意を表し、ルウィットが1967年に書いたコンセプチュアル・アートに関するの35のセンテンスをポピュラー音楽風のメロディに乗せて歌っている。  同年に制作された映像作品としてはTeaching a Plant the Alphabet (1972)やInventory (1972)がある。Six Colourful Inside Jobs (1977)は展示期間中、作家の指示により毎日部屋の色が塗り替えられるプロジェクト。この作品は2013年に Thirteen Colorful Inside Jobs (2013)として展示された。 

## 展示
バルデッサリはその60年にわたるキャリアにおいて、200回以上の個展、1,000回以上のグループ展を行っている 。
2009-2011年にかけて大規模な回顧展が開催され、ロンドンのテートモダン、バルセロナ現代美術館、ロサンゼルスカウンティ美術館（LACMA）、メトロポリタン美術館を巡回した。